# Rossana Balduzzi Gastini
Rossana Balduzzi Gastini (Alessandria, 25 febbraio 1963) è una scrittrice e architetta italiana.

## Biografia
Dopo aver frequentato il Liceo classico Giovanni Plana di Alessandria, si è laureata in architettura presso il Politecnico di Milano con una tesi in Industrial design (relatore Marco Zanuso). Ha iniziato la propria carriera di scrittrice pubblicando il thriller psicologico intitolato Life on Loan (Vita in prestito nel 2013). Dopo questo esordio, la creazione di trame, personaggi e dialoghi è diventata la sua principale occupazione.
Rossana Balduzzi Gastini è sposata con l’avvocato Luca Gastini e ha due figli Marta e Andrea. Marta Gastini è un'attrice di cinema e televisione.

## Letteratura
L’esordio in narrativa avviene con Life on Loan (Betelgeuse Editore, 2013) un thriller psicologico. Life on Loan è stato tradotto in Spagna nel 2015 con il titolo di Regreso a la vida dall’Editorial Trifolium con il prologo di Alfredo Conde. Nel 2015 viene pubblicato il seguito intitolato Covered (Betelgeuse Editore) e i diritti cinematografici della trilogia vengono acquistati dalla casa di produzione Code 39 di Beverly Hills (Los Angeles, California) per farne una serie televisiva americana..
Nel 2018 inizia la collaborazione con la Sperling & Kupfer con cui pubblica Giuseppe Borsalino, l’uomo che conquistò il mondo con un cappello un romanzo storico che narra la vita straordinaria di Giuseppe Borsalino, che con la Borsalino creò il made in Italy, scrisse la storia mondiale della moda e del costume e fece del suo nome un mito e un emblema di stile. Nel 2019 pubblica con Minerva Edizioni il romanzo intitolato La ragazza di madreperla un romanzo metafisico in cui scienza e mitologia si mescolano con la realtà in un coinvolgente alternarsi tra il presente e un lontanissimo passato.

## Opere

### Romanzi
- Life on Loan, Verona, Betelgeuse Editore, 2013. ISBN 978-8863490305
- Covered, Verona, Betelgeuse Editore, 2015. ISBN 978-88-6349-018-3
- Regreso a la vida, Galizia-Spagna, Editorial Trifolium, 2015. ISBN 978-84-944092-0-2
- Giuseppe Borsalino, Milano, Sperling & Kupfer, 2018. ISBN 978-88-200-6552-2
- La ragazza di madreperla, Bologna, Minerva Edizioni, 2019. ISBN 978-88-33240435
- Nella Sua Mente, Rimini, Diarkos Editore, 2022. ISBN 978-88-36161-77-5
- L'Ottavo Mondo, Rimini, Diarkos Editore, 2024. ISBN 978-8836163755

## Riconoscimenti
- 2019 - premio Soroptimist, riconoscimento speciale all’interno del Premio Giuditta per Giuseppe Borsalino; un premio dedicato alla non fiction, saggistica biografie e memoir, scritta da donne.
- 2019 - finalista al Premio Acqui Storia con il libro Giuseppe Borsalino, l'uomo che conquistò il mondo con un cappello
- 2019 - finalista al Premio Biella Letteratura e Industria con il libro Giuseppe Borsalino, l'uomo che conquistò il mondo con un cappello
- 2019 - vincitrice del Premio Confindustria Piemonte con il libro Giuseppe Borsalino, l'uomo che conquistò il mondo con un cappello